# Manatuto
Manatuto é uma cidade costeira de Timor-Leste, 87 km a leste de Díli, a capital do país, na estrada para Baucau. A cidade de Manatuto tem 12 mil habitantes e é capital do município do mesmo nome.